# Mount Benson
Mount Benson – region winiarski w Australii położony w rejonie Limestone Coast pomiędzy Kingston SE, a Robe, około 320 km na południe od Adelaide. Podobnie jak w przypadku położonego w pobliżu regionu Coonawarra charakterystyczną cechą regionu jest czerwona, urodzajna gleba terra rosa.
Klimat oceaniczny, roczne opady deszczu ok. 630 mm z opadami przeciętnie 153 dni w roku. Przeciętna temperatura maksymalna to 18,1 °C, przeciętna temperatura minimalna to 10,9 °C.
Pierwsze, eksperymentalne plantacje winorośli zasadzono w 1978, a pierwsza komercyjna plantacja powstała w 1989, pierwszy dostępny ze sprzedaży rocznik win wyprodukowano w 1992. Obecnie (2007) w rejonie znajduje się 20 plantacji pokrywających łączny obszar 600 hektarów.
Z powodu bliskiego sąsiedztwa oceanu klimat Mount Benson różni się znacznie od cieplejszego klimatu Coonawarry, chłodniejsze temperatury Mount Benson bardziej sprzyjają produkcji białych win, a czerwonym winom nadają charakterystyczny dla tego rejonu smak. Podstawowe odmiany winorośli to merlot, syrah, cabernet sauvignon, pinot gris, petit verdot, chardonnay, viognier i sauvignon blanc.